# Traité anglo-soviétique

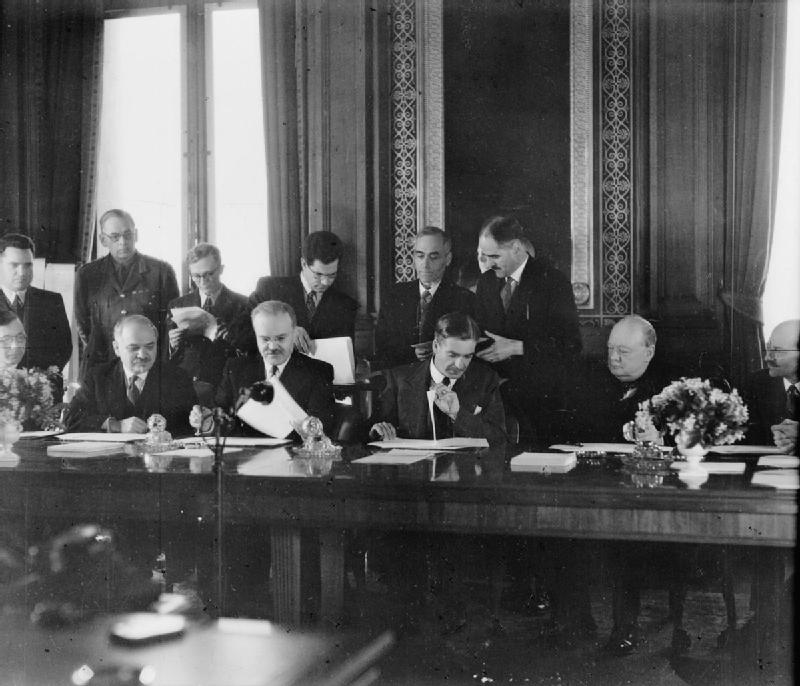
Signature du traité anglo-soviétique par Anthony Eden et Viatcheslav Molotov

Le traité anglo-soviétique, ou accord assistance mutuelle de vingt ans entre le Royaume-Uni et l'Union des Républiques socialistes soviétiques, établit l'alliance militaire et politique entre l'Union soviétique et l'Empire britannique jusqu'à la fin de la Seconde Guerre mondiale ou pour vingt ans, selon l'événement plus tardif. Le traité fut signé à Londres le 26 mai 1942 par le secrétaire d'État des affaires étrangères britannique, Anthony Eden, et le ministre des affaires étrangères soviétique, Viatcheslav Molotov.